# Ignacio Gil Lázaro

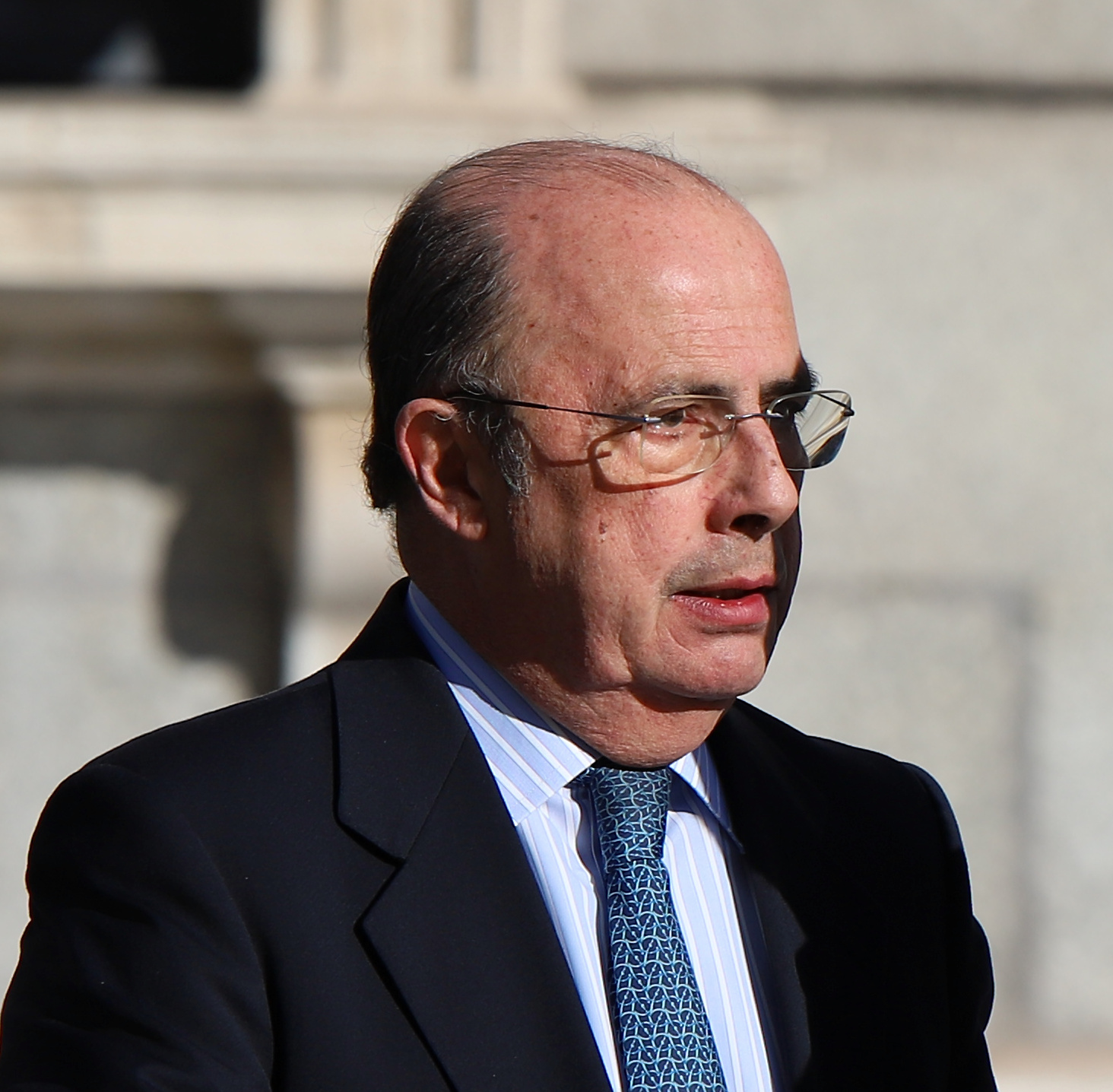

Ignacio Gil Lázaro (ur. 23 września 1957 w Walencji) – hiszpański prawnik i polityk, poseł II, III, V, VI, VII, VIII, IX, X, XIII i XIV kadencji, senator IV kadencji, członek partii Vox.

## Życiorys
Zaangażował się w działalność polityczną w 1979 w ramach Partii Ludowej. Dwa lata później został po raz pierwszy wybrany do Kongresu Deputowanych, z okręgu wyborczego obejmującego Walencję. Reprezentował ten okręg jako poseł od 1982 do 1989, kiedy to na jedną kadencję został wybrany do Senatu. Do Kongresu Deputowanych powrócił w 1993 i zasiadał w nim przez kolejne 23 lata. Został wybrany na czwartego wiceprzewodniczącego parlamentu VIII kadencji. W trakcie IX i X kadencji piastował funkcję pierwszego sekretarza.
Bez powodzenia ubiegał się o reelekcję w wyborach w 2015. W maju 2018 opuścił Partię Ludową, przed wyborami w kwietniu 2019 przystąpił do partii Vox. Z jej list powrócił do izby niższej parlamentu. W grudniu 2019 został wybrany na wiceprzewodniczącego kongresu.